# Сен-Бартелеми-де-Бюсьер
Сен-Бартелеми́-де-Бюсье́р (фр. Saint-Barthélemy-de-Bussière) — коммуна во Франции, находится в регионе Аквитания. Департамент — Дордонь. Входит в состав кантона Ле-Перигор-вер-нонтронне. Округ коммуны — Нонтрон.
Код INSEE коммуны — 24381.

## География

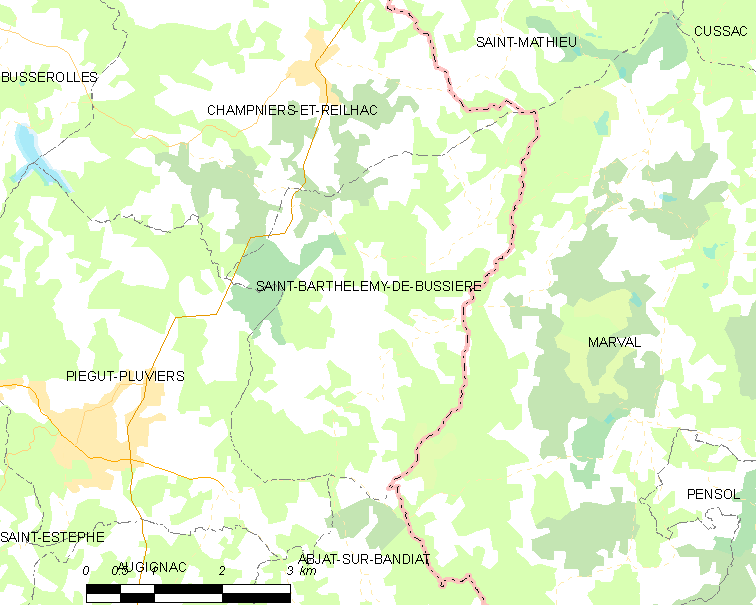
Карта коммуны

Коммуна расположена приблизительно в 380 км к югу от Парижа, в 140 км северо-восточнее Бордо, в 55 км к северу от Перигё.

### Климат
Климат умеренный океанический со средним уровнем осадков, которые выпадают преимущественно зимой. Лето здесь долгое и тёплое, однако также довольно влажное, здесь не бывает регулярных периодов летней засухи. Средняя температура января — 5 °C, июля — 18 °C. Изредка вследствие стечения неблагоприятных погодных условий может наблюдаться непродолжительная засуха или случаются поздние заморозки. Климат меняется очень часто, как в течение сезона, так и год от года.

## Население
Население коммуны на 2010 год составляло 233 человека.
| 1962 | 1968 | 1975 | 1982 | 1990 | 1999 | 2010 |
| ---- | ---- | ---- | ---- | ---- | ---- | ---- |
| 374  | 345  | 307  | 270  | 271  | 244  | 233  |

## Администрация
| Период | Период | Фамилия       | Партия                              | Примечания  |
| ------ | ------ | ------------- | ----------------------------------- | ----------- |
| 1995   | 2008   | Фернан Шоле   | Французская коммунистическая партия |             |
| 2008   | 2020   | Бернар Бьюлак | Социалистическая партия             | нейробиолог |

## Экономика
В 2010 году среди 129 человек трудоспособного возраста (15-64 лет) 92 были экономически активными, 37 — неактивными (показатель активности — 71,3 %, в 1999 году было 71,7 %). Из 92 активных жителей работали 81 человек (41 мужчина и 40 женщин), безработных было 11 (2 мужчин и 9 женщин). Среди 37 неактивных 5 человек были учениками или студентами, 23 — пенсионерами, 9 были неактивными по другим причинам.

## Фотогалерея

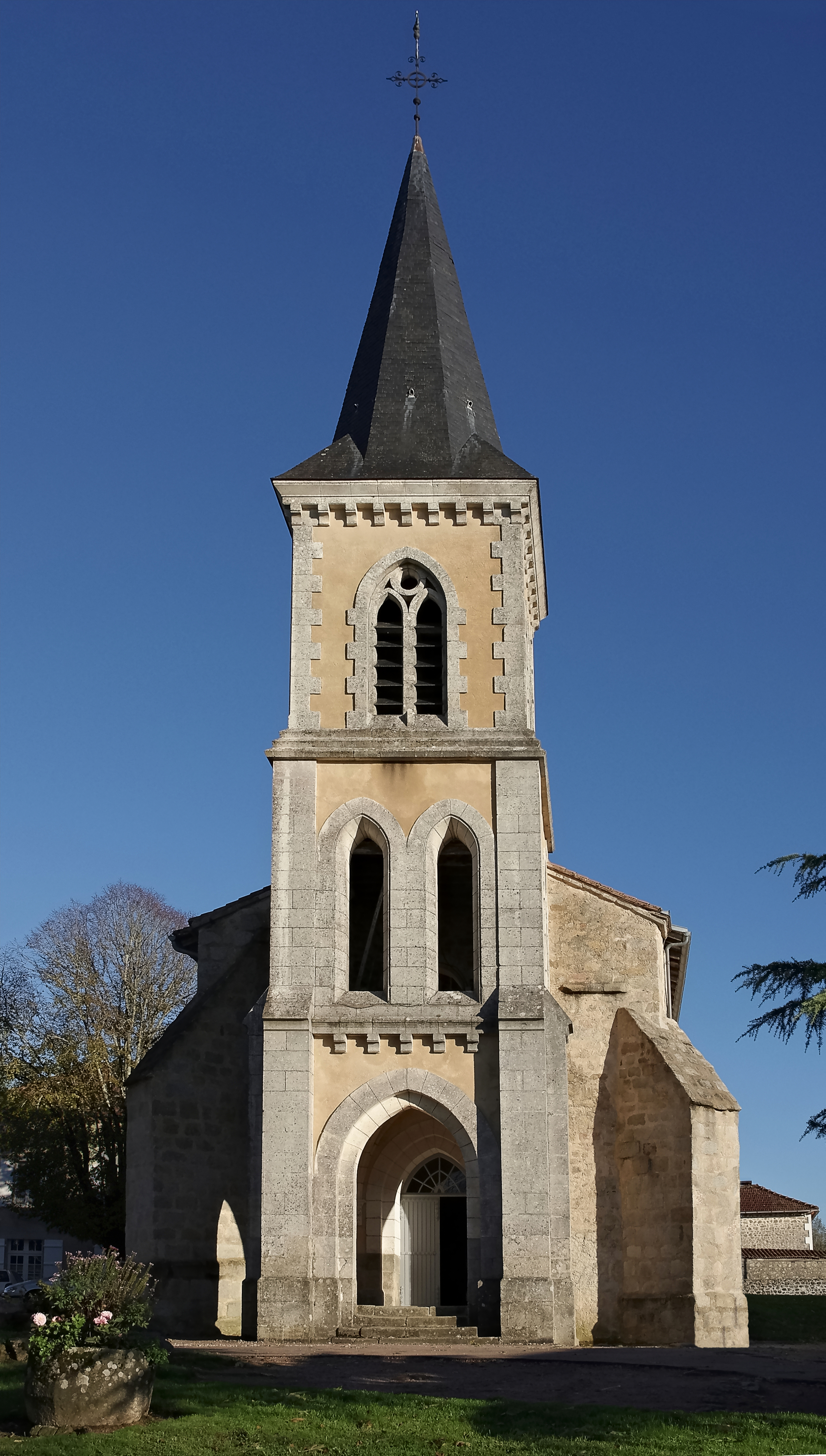
Церковь Св. Варфоломея
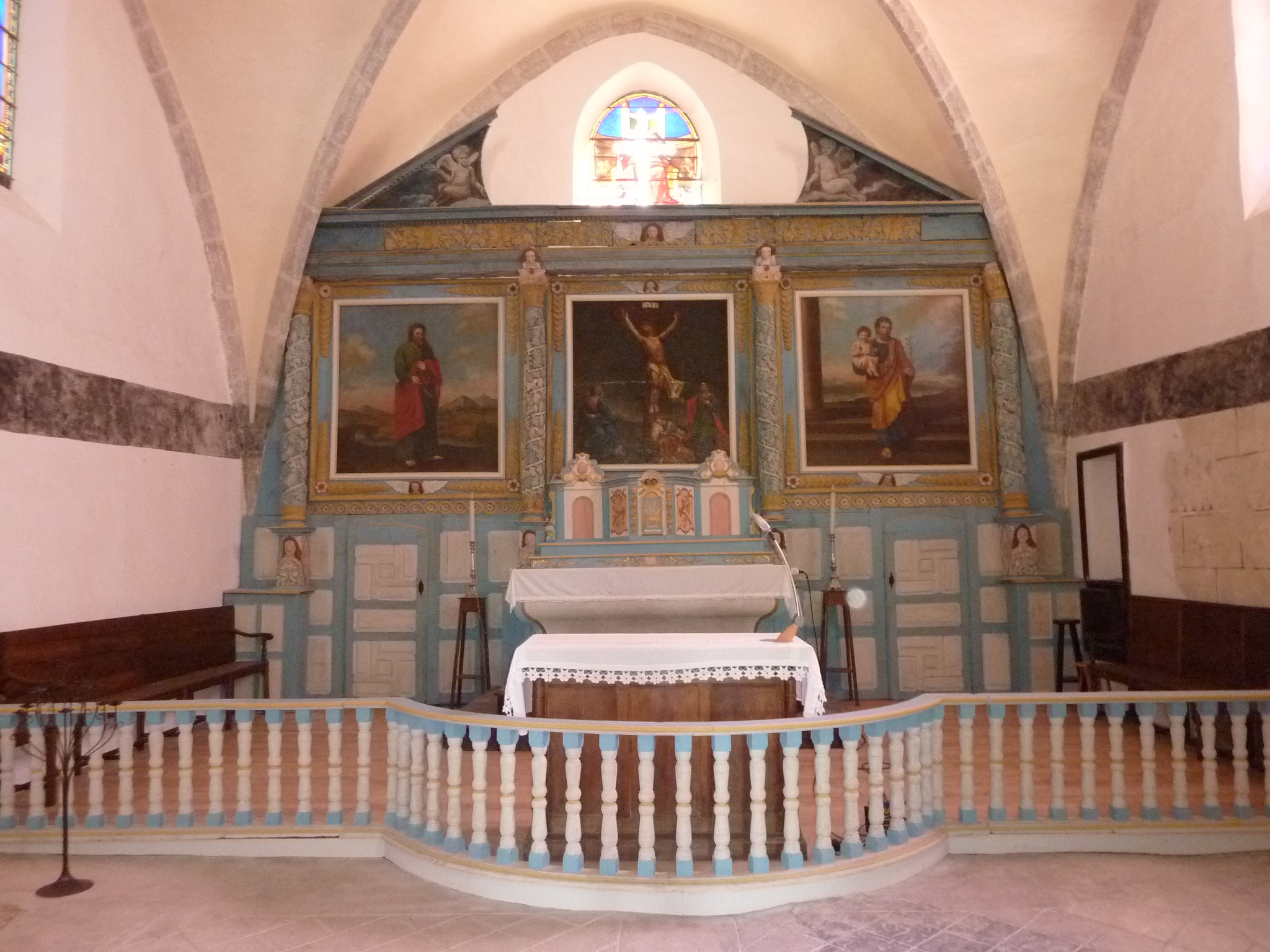
Ретабло церкви Св. Варфоломея
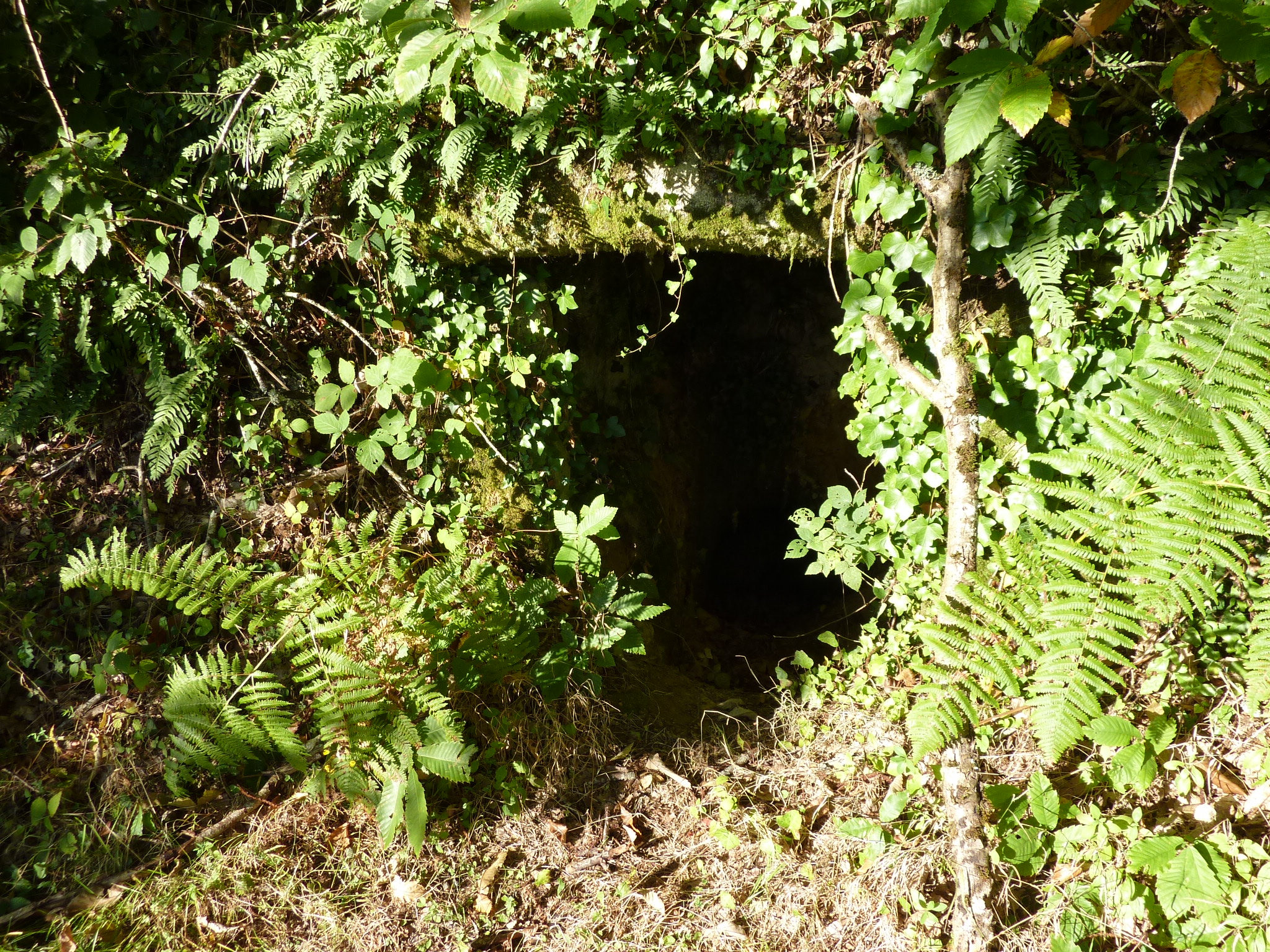
Доисторическая погребальная пещера
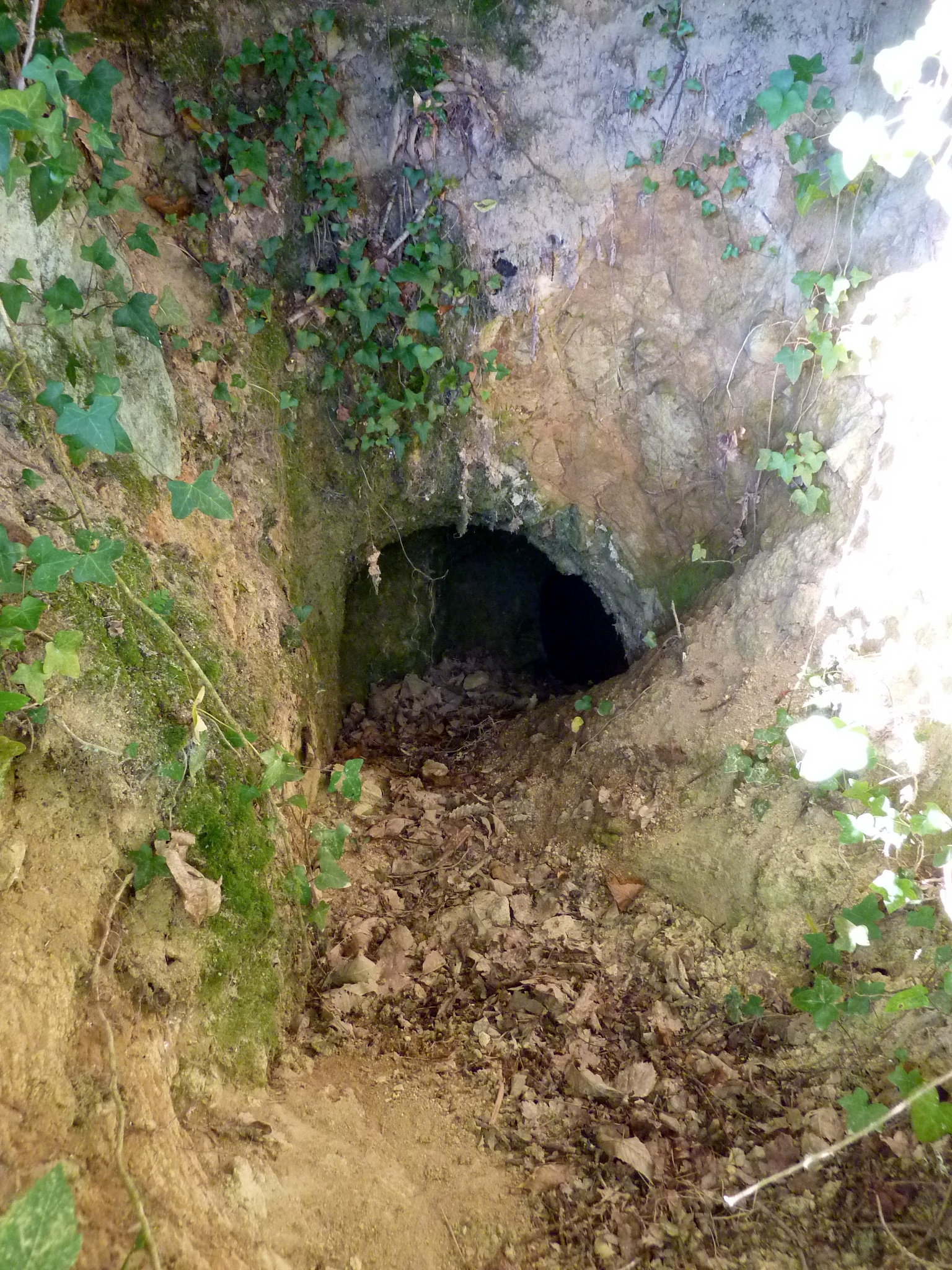
Доисторическая погребальная пещера
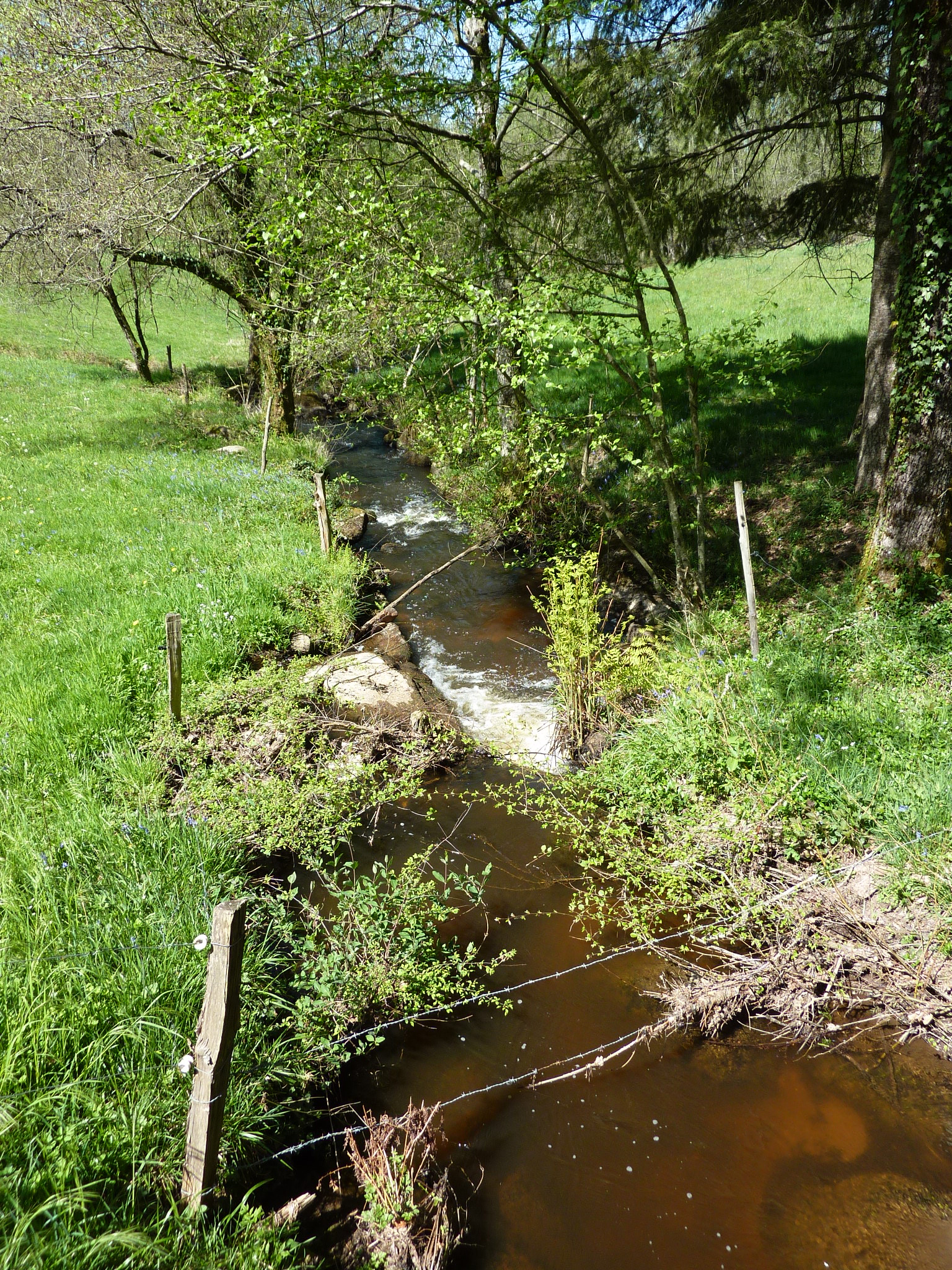
Река Трьё